# Adolf Miethe
Adolf Miethe (nascut 25 April 1862 a Potsdam, va morir el 5 maig 1927 a Berlín) era un científic alemany, dissenyador de lents, fotoquímic, fotògraf, autor i educador. Va co-inventar la primera làmpada flaix fotogràfica pràctica, com també va fer contribucions molt importants en el progrés de la fotografia en color.
Basant-se en una proposta de James Clerk Maxwell de 1855 (demostrada el 1861), va dissenyar una càmera de tres colors construïda per l'ebenista de Berlin William Bermpohl i utilitzada, entre d'altres, per Serguei Prokudin-Gorski per fer la famosa Col·lecció de fotografies per al Zar.

## Biografia
Adolf Miethe va créixer dins d'una família de classe mitjana. El seu pare era un fabricant de xocolata i regidor de la ciutat de Potsdam. Després d'estudiar física, química i astronomia a Berlín, va anar a Göttingen, on el 1889 va rebre el seu doctorat per una tesi sobre actinometria en fotografia astronòmica en exposicions d'estrelles.

## Obra

Càmera de Niethe: Els filtres dels tres colors són arrossegats juntament amb la placa de vidre, exposada a cada color fonamental en tres fotos en seqüència.

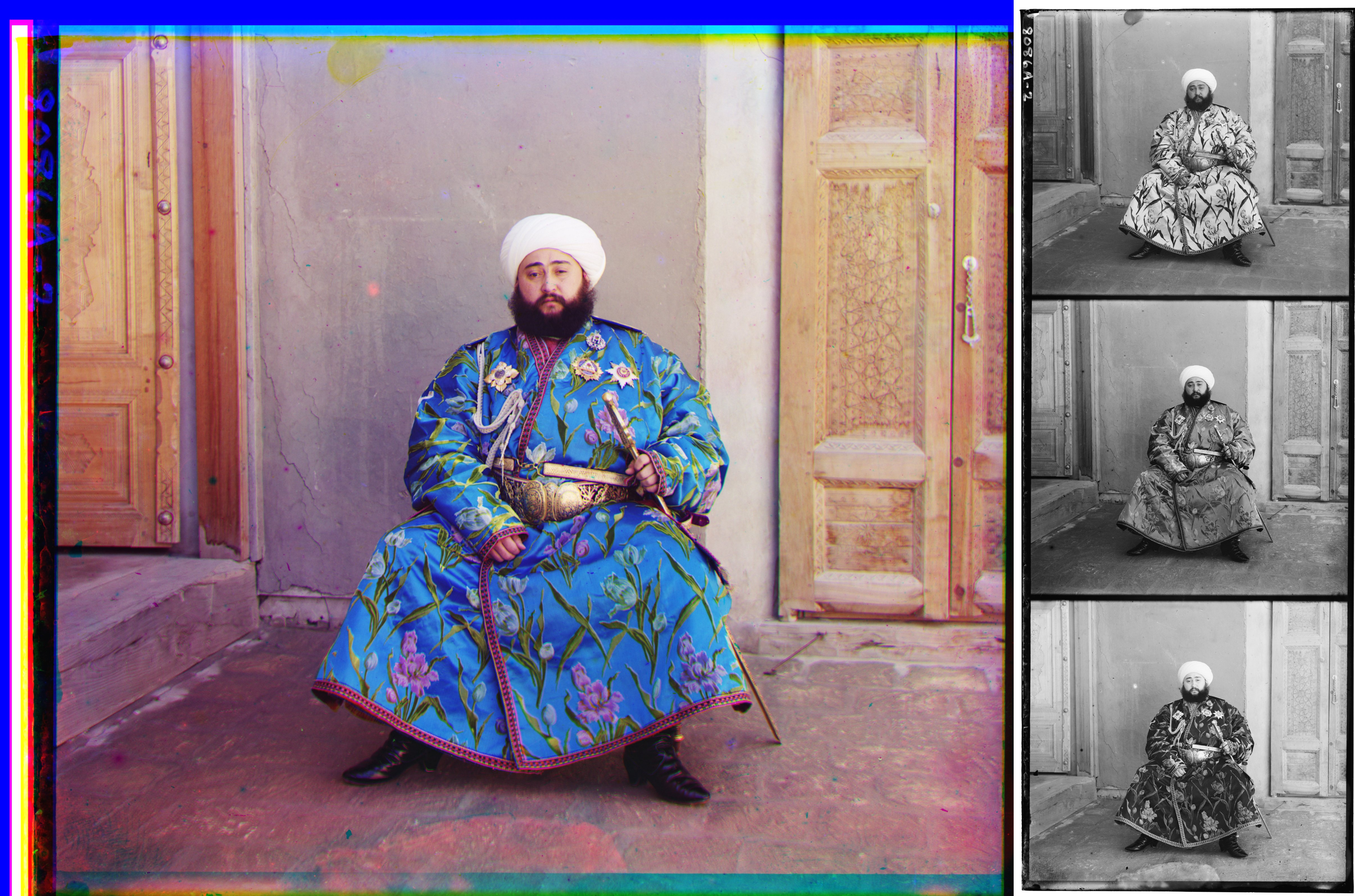
Càmera de Niethe: Foto en color d'Alim_Khan a partir de tres fotos B/N (una de cada color fonamental)

- To Actinometrie astronomical photographic stellar recordings, Göttingen 1889 (dissertation)
- Pocket Calendar for amateur photographers, 1890-1895
- A photographic optical system without mathematical developments, Berlin 1893
- Broad Photographie, Halle / Saale 1893
- Textbook of practical Photographie, Halle / Saale 1896 (4 editions)
- Template leaves for photographers, Halle / Saale 1897-1903
- Three color photograph from nature, 1904 (2 editions) (Three Colours Photography Arxivat 2017-04-18 a Wayback Machine.)
- The historical development of color photography, Berlin 1905
- Knots Upper Egypt, Berlin 1909
- Photographs of the balloon from, Halle / Saale 1909 (2nd edition as the photograph from the air, Halle / Saale 1916)
- The chemical action of light, in: The Man and the Earth, Vol 7, pp 320-384, Berlin 1911th
- With Zeppelin to Spitsbergen, Berlin and Leipzig 1911
- Natural science chats. 25 essays from the period of a quarter century, Berlin 1914
- Artistic Landscape Photography, Halle / Saale 1919
- The ABC of the light generator, Halle / Saale 1920
- The art in the twentieth century, 6 volumes, 1911-1921 Braunschweig:
  - Volume 1: The extraction of raw materials, in 1911
  - Volume 2: The processing of raw materials, in 1912
  - Volume 3: Recovery of the technical power needs and electrical energy in 1912
  - Volume 4: The Transportation, the bulk manufacturing, 1912
  - Volume 5: Civil Engineering, Coastal firing, aerial reconnaissance, 1920
  - Volume 6: The art in the Great War, 1921
- The self-production of a reflecting telescope (Basteln- and Build-library), Stuttgart 1920 (3 editions)
- The lady with the camera, Berlin 1925
- The Land of the Pharaohs. Egypt from Cairo to Aswan, Bonn and Leipzig 1925
- Spitzbergen, the Alps in the Arctic Sea. Summer trips u. Hiking, Berlin 1925

### Primeres fotografies de color
Fotografies de color fetes per Miethe entre 1902 i 1907, reproduïdes foto-mecànicament a Photographische Rundschau 1903-1908

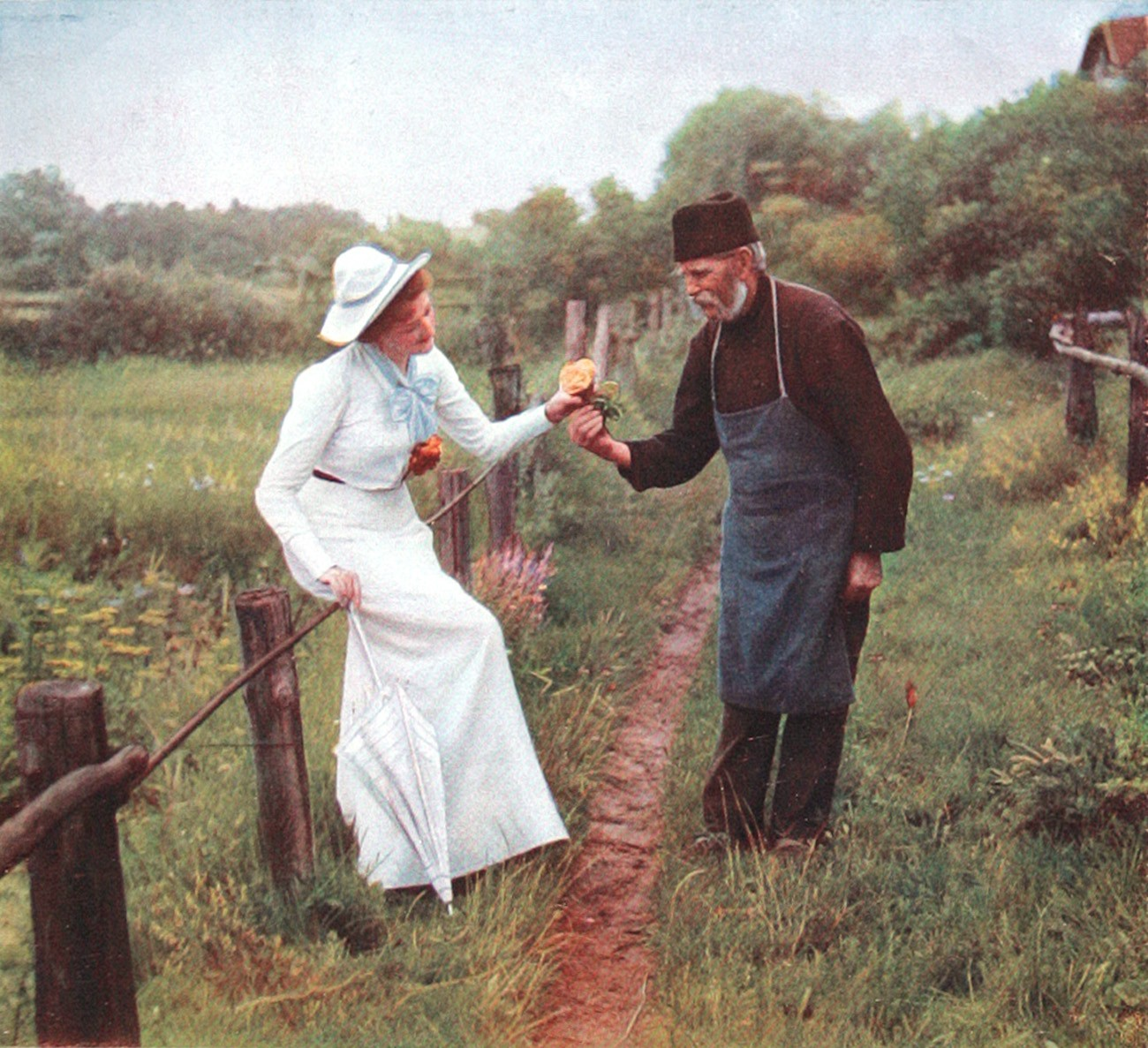
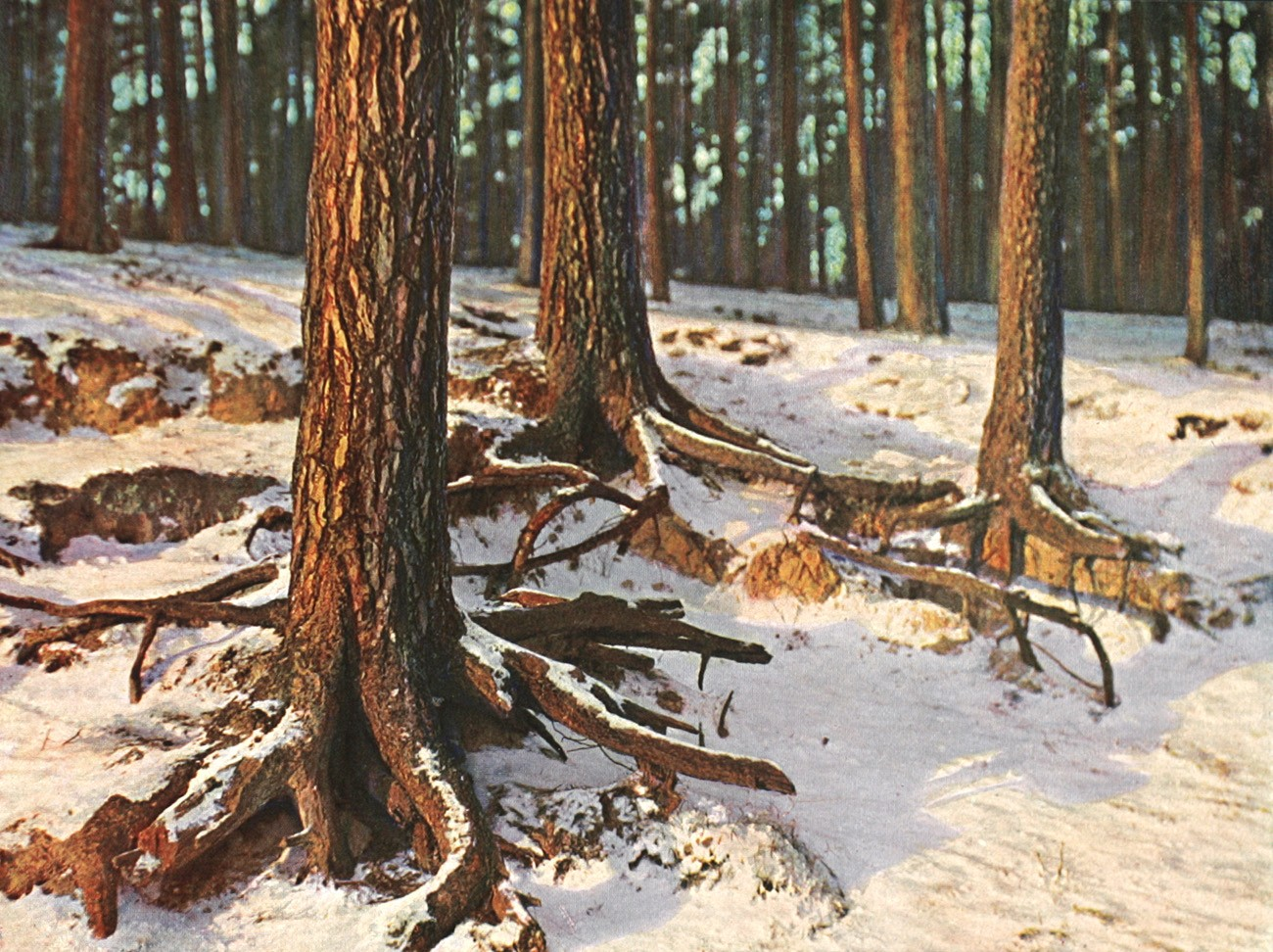
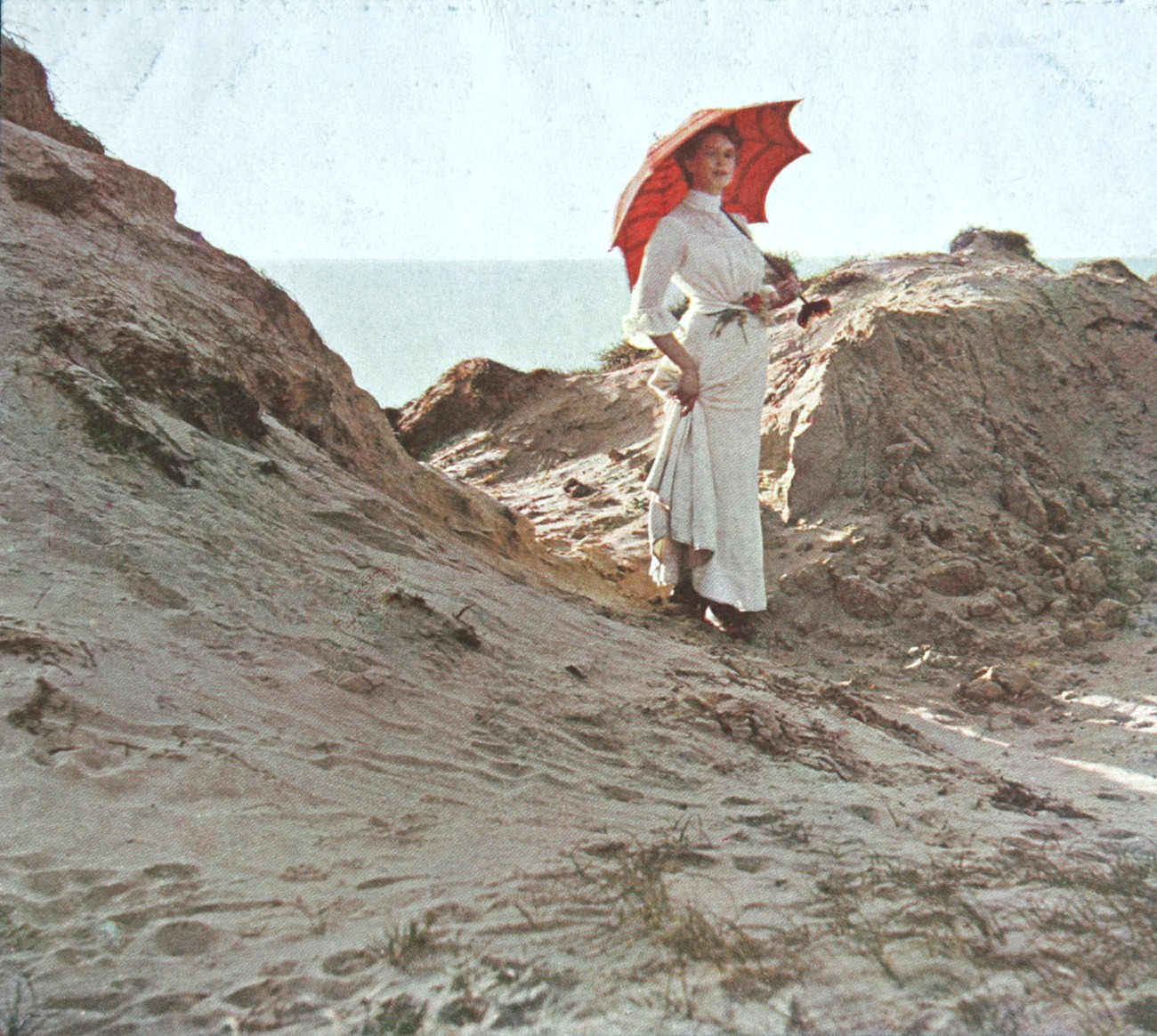